# 히가시마이즈루시
히가시마이즈루시(일본어: 東舞鶴市)는 일본 교토부에 설치되었던 시이다. 현재의 마이즈루시 동쪽 절반에 해당한다.

## 개요
산업면으로는 마이즈루항이 있으며, 마이즈루 총공업 출하액의 약 20%를 차지한다고 하는 재팬 마린 유나이티드, 마이즈루·평공단에는 일본판유리 등의 기업도 많이 입지하고 있다.또한 옛 일본해군이 정비한 여보로천 수원은 지금도 마이즈루의 수원지로서 많은 시민들의 식수가 되고 있다.

### 히가시마이즈루시
히가시마이즈루 시는 1938년 8월 1일에 신마이즈루 정, 나카마이즈루 정, 시라쿠 촌, 구라다이 촌, 요보로 촌이 합병해 시제를 시행하고 1942년 8월 1일에는 히가시오우라 촌, 니시오우라 촌, 조라이 촌을 편입하였다. 그러나 태평양 전쟁의 확전으로 동서무학에 군수시설이 점재하게 되어, 「군도의 일괄 관리」라는 명목아래, 해군에 의해서 합병을 요청받아 1943년 5월 27일에는 (구)마이즈루시(니시마이즈루)와 대등 합병해, 새로운 마이즈루시가 설치되어 소멸하였다.
그러나 히가시마이즈루는 메이지 시대부터의 군항에서 급속히 발전한 도시에 있는 반면, 니시마이즈루는 전국 시대부터의 성하 마을에서 발전한 도시였기 때문에 주민 감정에 큰 차이가 있었다. 그 때문에 1950년(쇼와 25년)에는 주민투표에서 마이즈루시를 다시 동서로 분할하는 안이 성립되지만 교토부 의회에 의해 부결되어 끝났다.
그 앙금은 지금도 남아 있다고 하며, 현재에도 시장 선거나 부의회 의원 선거 등에서 동과 서의 대립은 부정할 수 없다고 한다.